# Między nami dobrze jest
Między nami dobrze jest – utwór dramatyczny Doroty Masłowskiej napisany na zamówienie Teatru Rozmaitości w Warszawie i Schaubühne am Lehniner Platz w Berlinie, opublikowany 31 października 2008 przez wydawnictwo Lampa i Iskra Boża. Wydanie książkowe dramatu ilustrowane jest grafikami Marcina Nowaka. Tytuł sztuki pochodzi z utworu Tomasza Adamskiego.

## Adaptacja
Prapremiera odbyła się 26 marca 2009 na Międzynarodowym Festiwalu Autorów (Autorenfestiwal) w Berlinie, koprodukcja TR Warszawa i Schaubühne am Lehniner Platz. Polska premiera odbyła się 5 kwietnia 2009 w Warszawie. Projekt został zrealizowany przy wsparciu programu Warszawa – Europejska Stolica Kultury 2016.
Sztukę reżyserował Grzegorz Jarzyna, scenografię opracowała Magdalena Maciejewska, kostiumy – Magdalena Musiał, reżyserią świateł zajęła się Jacqueline Sobiszewski, a opracowaniem muzycznym Piotr Domiński i Grzegorz Jarzyna. W przedstawieniu wystąpili: Danuta Szaflarska (Osowiała Staruszka na Wózku Inwalidzkim), Roma Gąsiorowska (Edyta), Maria Maj (Bożena), Magdalena Kuta (Halina), Agnieszka Podsiadlik (Prezenterka), Aleksandra Popławska (Mała Metalowa Dziewczynka), Katarzyna Warnke (Monika), Rafał Maćkowiak (Aktor), Adam Woronowicz (Reżyser), Lech Łotocki (głos z radia).
W 2010 sztukę tę, w przekładzie Jeremiego Bielawskiego i w reżyserii Natalie Ringler, wystawiano pod tytułem Metallflickan (Metalowa Dziewczynka) w legendarnym sztokholmskim teatrze Galeasen.
W 2010 utworzona adaptacja radiowa (adaptacja i reżyseria: Henryk Rozen, realizacja akustyczna: Maciej Kubera, opracowanie muzyczne: Tomasz Obertyn. Obsada: Edyta Jungowska – Mała metalowa dziewczynka, Małgorzata Rożniatowska – Osowiała staruszka na wózku inwalidzkim, Ewa Ziętek – Bożena, Henryk Talar – Mężczyzna, Marcin Hycnar – Aktor, Monika Kwiatkowska – Prezenterka, Milena Suszyńska – Edyta, Monika Węgiel – Monika, Grzegorz Kwiecień – Radio). Data premiery: 24 października 2010 (Program 3 PR), czas trwania 49:20.